# Meridià 177 a l'oest
El meridià 177 a l'oest de Greenwich és una línia de longitud que s'estén des del pol Nord travessant l'oceà Àrtic, Amèrica del Nord, l'oceà Pacífic, Oceania, l'oceà Antàrtic, i l'Antàrtida fins al pol Sud.
El meridià 177 a l'oest forma un cercle màxim amb el meridià 3 a l'est. Com tots els altres meridians, la seva longitud correspon a una semicircumferència terrestre, uns 20.003,932 km. Al nivell de l'Equador, és a una distància del meridià de Greenwich de 19.703 km.

## De Pol a Pol
Començant en el pol Nord i dirigint-se cap al pol Sud, aquest meridià travessa:
| Coordenades                               | País, territori o mar | Notes |
| ----------------------------------------- | --------------------- | --- |
| 90° 0′ N, 177° 0′ O / 90.000°N,177.000°O  | Oceà Àrtic            | |
| 71° 42′ N, 177° 0′ O / 71.700°N,177.000°O | Mar dels Txuktxis     | Passa a l'oest de l'Illa de Wrangel, Districte autònom de Txukotka, Rússia (at 71° 13′ N, 177° 27′ O / 71.217°N,177.450°O) |
| 68° 8′ N, 177° 0′ O / 68.133°N,177.000°O  | Rússia                | Districte autònom de Txukotka — Península de Txukotka |
| 65° 36′ N, 177° 0′ O / 65.600°N,177.000°O | Mar de Bering         | Passa a l'est de l'illa de Kanaga, Alaska, Estats Units (a 51° 54′ N, 177° 2′ O / 51.900°N,177.033°O) · Passa a l'oest de l'illa Adak, Alaska, Estats Units (a 51° 37′ N, 176° 59′ O / 51.617°N,176.983°O) |
| 51° 40′ N, 177° 0′ O / 51.667°N,177.000°O | Oceà Pacífic          | Passa a l'est de l'atol Midway, Illes d'Ultramar Menors dels Estats Units (at 28° 12′ N, 177° 19′ O / 28.200°N,177.317°O) · Passa a l'oest de l'illa Howland, Illes d'Ultramar Menors dels Estats Units (a 0° 48′ N, 176° 38′ O / 0.800°N,176.633°O) · Passa a l'oest de l'illa Chatham, Nova Zelanda (a 43° 49′ S, 176° 54′ O / 43.817°S,176.900°O) |
| 60° 0′ S, 177° 0′ O / 60.000°S,177.000°O  | Oceà Antàrtic         | |
| 78° 25′ S, 177° 0′ O / 78.417°S,177.000°O | Antàrtida             | Dependència de Ross, reclamat per Nova Zelanda |